# إريك هيرد
إريك هيرد (بالإنجليزية: Eric Hurd)‏ هو راكب الكنو أمريكي، ولد في 19 مايو 1986.

## وصلات خارجية
- إريك هيرد على موقع أوليمبيديا (الإنجليزية)